# Jurgis Kairys
Jurgis Kairys (Krasznojarszk, 1952. május 6.) litván műrepülő, repülőgép tervező.
A szibériai Krasznojarszkban született 1952-ben. Születése után röviddel a család visszaköltözött Litvániába. A repülés még gyermekként ragadta meg, a házuk közelében ugyanis egy repülőtér működött. 1970-ben fejezte be középiskolai tanulmányait, majd 1973-ban repülőgép-technikusi végzettséget szerzett. 1973-ban kezdett el műrepüléssel foglalkozni a kaunasi repülőklubban, akkor egy Zlín Z–326A gépet repült. Tehetségének köszönhetően két évvel később, 1976-ban már a Litván SZSZK műrepülő csapatának a tagja, 1977-ben pedig bekerült a szovjet műrepülő válogatottba, és annak 1989-ig tagja volt.
Első bajnoki címét 1981-ben szerezte, amikor megnyerte a műrepülő Európa-bajnokságot. 1982-ben pedig a műrepülő világbajnokságon nyert első helyezést. 1982-től kezdett el dolgozni a moszkvai Szuhoj Tervezőirodának is, ahol részt vett a később igen sikeres műrepülőgépnek bizonyult Szu–26 tervezésében, majd később a Szu–29 és Szu–31 kifejlesztésében. Ő maga is hosszú ideig a Szu–26-ost és a Szu–31-est repülte. Közben, 1980–1984 között a Leningrádi Polgári Légiközlekedési Akadémián tanult.
A Szovjetunió felbomlása után hazatelepült Litvániába. Saját műrepülőgép tervezésébe kezdett, amelynél felhasználta a Szuhojnál szerzett tervezői, valamint saját több évtizedes műrepülő tapasztalatát. A neve kezdőbetűiből alkotott Juka névre keresztelt műrepülőgép 2002 májusában Brnóban mutatkozott be először a nagy nyilvánosság előtt.
Kairys nevéhez a nemzetközi versenyeken szerzett helyezéseken túl több jelentős esemény és eredmény is fűződik. Róla nevezték el az általa kitalált Kairys-gyűrű nevű műrepülő-elemet, és ő találta ki „kis hurok” névre keresztelt elemet is. 1996-ban Kaunasban a Nemunas folyón a víz fölött 7 m-es magasságban lévő híd alatt repült át, 1999-ben Vilnius mind a 10 Nerisen átívelő hídja alatt átrepült, majd 2000-ben Kaunasban háton repült át a híd alatt. Jurgis Kairys elsőként hajtotta végre a kobra-manővert légcsavaros repülőgéppel. 1996 óta vesz részt a FAI World Grand Prix versenysorozatában. 1999–2000-ben és 2004–2005-ben a FAI műrepülő világkupa összetett bajnoka volt.

## Külső hivatkozások
- Jurgis Kairys hivatalos honlapja
- Videófelvétel Jurgis Kairys 2000-es kaunasi háton történt híd alatti átrepüléséről